# UEFA Jubilee Awards
Nel 2004, per celebrare il proprio 50º anniversario, l'UEFA invitò ogni federazione nazionale ad essa affiliata ad indicare il proprio miglior giocatore dell'ultimo mezzo secolo (1954-2003). La lista dei 52 giocatori insigniti con il titolo onorifico di Golden Players venne pubblicata nel novembre 2003.

## Elenco completo
- Albania - Panajot Pano
- Andorra - Koldo
- Armenia - Xoren Hovhannisyan
- Austria - Herbert Prohaska
- Azerbaigian - Anatoli Banişevski
- Belgio - Paul Van Himst
- Bielorussia - Sjarhej Alejnikaŭ
- Bosnia ed Erzegovina - Safet Sušić
- Bulgaria - Hristo Stoičkov
- Cipro - Sōtīrīs Kaïafas
- Croazia - Davor Šuker
- Danimarca - Michael Laudrup
- Estonia - Mart Poom
- Fær Øer - Ábraham Løkin
- Finlandia - Jari Litmanen
- Francia - Just Fontaine
- Galles - John Charles
- Georgia - Murtaz Khurtsilava
- Germania - Fritz Walter
- Grecia - Vasilis Chadzipanagis
- Inghilterra - Bobby Moore
- Irlanda - Johnny Giles
- Irlanda del Nord - Pat Jennings
- Islanda - Ásgeir Sigurvinsson
- Israele - Mordechai Spiegler
- Italia - Dino Zoff

- Kazakistan - Sergey Kvočkin
- Lettonia - Aleksandrs Starkovs
- Liechtenstein - Rainer Hasler
- Lituania - Arminas Narbekovas
- Lussemburgo - Louis Pilot
- Macedonia - Darko Pančev
- Malta - Carmel Busuttil
- Moldavia - Pavel Cebanu
- Norvegia - Rune Bratseth
- Paesi Bassi - Johan Cruijff
- Polonia - Włodzimierz Lubański
- Portogallo - Eusébio
- Repubblica Ceca - Josef Masopust
- Romania - Gheorghe Hagi
- Russia - Lev Jašin
- San Marino - Massimo Bonini
- Scozia - Denis Law
- Serbia e Montenegro - Dragan Džajić
- Slovacchia - Ján Popluhár
- Slovenia - Branko Oblak
- Spagna - Alfredo Di Stéfano
- Svezia - Henrik Larsson
- Svizzera - Stéphane Chapuisat
- Turchia - Hakan Şükür
- Ucraina - Oleh Blochin
- Ungheria - Ferenc Puskás